# Leo Rostal
Leo Rostal (originalment Rosthal) (Tarnów, Polònia, 23 d'abril, 1901 - Great Neck (NY), EUA, 6 de desembre, 1983), fou un violoncel·lista, professor de violoncel polonès.

## Biografia
Va néixer en el si d'una família de comerciants jueus. Quan tenia tretze anys, un ric parent vienès li va donar un violoncel. "Estic agraït a la tieta Sabina per haver-me comprat el violoncel, que després de tot va demostrar ser el meu destí", va escriure el jove de setanta-cinc anys a la seva autobiografia, que es considerava inacabada. El manuscrit es troba a la finca del seu germà Max Rostal i, en relació amb cinquanta-cinc cartes, forma el corpus de documents en què es basa la reconstrucció de la seva biografia. Com que els documents autobiogràfics estan subjectes a les debilitats de la memòria, cal acceptar una certa imprecisió dels fets.
Van passar uns anys abans que Leo Rostal pogués dedicar-se plenament al seu "destí", fent música. Tot i que va rebre les primeres lliçons de violí als nou anys i va demostrar ser molt talentós, el seu pare va donar prioritat a la formació musical del seu germà Max Rostal, que era quatre anys més jove que ell. Per aquest motiu, la família es va traslladar a la capital de Viena el 1913. Leo Rostal s'hauria convertit amb gust en la música en la mateixa mesura que el seu germà. A petició del pare, però, se suposava que havia de realitzar un aprenentatge comercial, una idea insuportable per a Rostal. Amb el suport de la mare, però, es va trobar un compromís: la formació dental, que consistia en una part pràctica en una consulta dental i assistir a una escola tècnica. També va prendre classes de violoncel en una escola de música del districte vienès de Währing. Durant la Primera Guerra Mundial, sovint actuava amb el seu germà i altres músics en una formació de música de cambra. Molts dels famosos músics actuals de la seva generació pertanyien al cercle de coneguts dels germans Rostal, per exemple els violinistes Erika Morini i Sigmund Feuermann, el seu germà, el violoncel·lista Emanuel Feuermann i els pianistes Rudolf Serkin i Lubka Kolessa.
El 1920 la mare es va traslladar amb els seus germans a Berlín per promoure l'educació musical del germà petit. Com que Leo Rostal no va poder trobar una feina adequada com a dentista a Alemanya, es va decidir a guanyar-se la vida tocant el violoncel, inicialment a la indústria de l'entreteniment. Després dels compromisos a "Landsberg an der Warthe" i l'Oberhof de Turingia van seguir una estada de diversos anys als Països Baixos. El 1925 Leo Rostal va tornar a Berlín. Fins a la "presa de control" dels nacionalsocialistes va treballar en diversos conjunts, inicialment –comparativament insatisfactoris– en aquells que havien d'entretenir els hostes de restaurants i cafeteries. No obstant això, aviat va trobar una millor ocupació en una petita banda que tocava a l'Hotel Adlon. Aquí va conèixer Marek Weber, que va dirigir una de les orquestres de ball més importants de la ciutat amb la banda de l'hotel Adlon. Marek Weber també el va incloure al seu quartet de corda. Quan es va fer càrrec de la batuta de l'orquestra a Eden, un altre hotel de luxe de Berlín, Rostal el va seguir allà. El seu àmbit d'activitat incloïa altres petits conjunts, la majoria trios o quartets. També va provar-ho breument com a ajudant de direcció d'una orquestra que acompanyava musicalment el cinema mut.

## Ela nazis al poder
La "presa del poder" per part dels nacionalsocialistes va canviar d'una manera ràpida la vida cultural de la ciutat. El seu germà va perdre la feina a la "Music Academy" i va marxar a Londres el març de 1934. Leo Rostal també volia deixar Alemanya el més ràpidament possible. Un pla per anar a París a estudiar amb Diran Alexanian, estudiant i ajudant de Pau Casals, va quedar en res. Anteriorment, la intenció de ser instruït per Stefan Auber havia fracassat a causa de les seves reclamacions de taxes.
Leo Rostal es va quedar amb la seva mare a Berlín. Finalment es va convertir en el violoncel·lista principal de l'orquestra de l'Associació Cultural Jueva, fundada el 1933. A més d'aparèixer amb l'orquestra, encara va treballar en diversos conjunts de música de cambra. El més reeixit va ser el Rosé Trio amb el pianista Wolfgang Rosé i el violinista Alexander Intrator. El trio va fer la seva primera aparició el 4 de juliol de 1934 al "Beethovensaal". Rostal també va obtenir cert reconeixement com a violoncel·lista del trio Mayer-Mahr, que porta el nom del pianista Moritz Mayer-Mahr.
Després de la creació de la Cambra de Música del Reich, Rostal es va convertir inicialment en membre d'aquesta organització obligatòria. Tot i això, es va incloure en diverses llistes "no àries" i finalment es va excloure de la Cambra de música del Reich el 17 d'agost de 1935 a causa de l'article 10 de la "Primera ordenança d'aplicació de la Llei de la Cambra de Cultura del Reich" (BAB RostalL, LAB RostalL). Això significava una prohibició professional. L'única excepció va ser el treball de l'Associació Cultural Jueva.
Rostal es va queixar en una carta al seu germà de 1934 que el sou al "Kulturbundorchester" era dolent i que el seu nivell artístic estava en declivi. A més, amb la llista de tasques completada, difícilment tindria temps per obtenir ingressos addicionals. A més de les aparicions amb els conjunts de música de cambra, però, aparentment va poder estalviar temps per ensenyar almenys a un alumne. Anita Lasker-Wallfisch, que va arribar a Berlín des de Breslau el 1938 als tretze anys, informa a la seva autobiografia dels seus breus estudis amb Leo Rostal.
Leo Rostal encara buscava la manera d'abandonar Alemanya. Finalment, es va obrir un camí cap als EUA. El febrer de 1939 va pujar al vaixell que el va portar a Nova York. Tot i que no havia après ni una paraula d'anglès, ràpidament es va establir a Nova York. Encara treballava per perfeccionar el toc de violoncel, va prendre diverses lliçons del seu amic de la infància Emanuel Feuermann. L'estiu de 1940 va ser acceptat a lOrquestra Simfònica de la NBC fundada per Arturo Toscanini el 1937, inicialment com a substitut, però aviat com a membre de la primera formació. Va ser membre de l'orquestra fins que es va dissoldre el 1954. En la seva autobiografia, descriu detalladament la col·laboració amb el "Mestre" que admira, incloent un detallat informe sobre la gira de l'orquestra pels EUA el 1950. Després de la renúncia d'Arturo Toscanini el 1954, Rostal va ser un d'aquests membres de l'orquestra que va fer Symphony of the Air i la seva intenció era mantenir-se junts i fer música com a conjunt. El primer any l'orquestra va tenir un èxit sorprenent. Però aviat hi va haver disputes entre els músics. Rostal va romandre membre de la Simfonia de l'Aire fins que es va dissoldre l'orquestra el 1963.
La naturalesa incompleta de les fonts només permet ressaltar la reconstrucció de la segona meitat de la vida. El 1958, Rostal va fundar el "National Artists Chamber Group", un grup de música de cambra que va debutar a l'ajuntament de Nova York amb Octet for Wind Instruments and Strings de Paul Hindemith. El compositor es va dirigir ell mateix, mentre que altres llocs professionals eren, en part, mentre encara treballava a lOrquestra Simfònica de la NBC, a lOrquestra Filharmònica de Scranton (Pennsilvània) i a la Tulsa Symphony Orchestra (Oklahoma).
Leo Rostal també va organitzar un festival de música local i va actuar –entre altres càrrecs honoraris a la seva comunitat– com a director de la "Community Concerts Association" a la seva ciutat natal de Great Neck, una ciutat de la costa nord de Long Island a l'estat de Nova York. Després de retirar-se de la vida orquestral, va ensenyar de manera privada i al "Mannes College of Music" de Nova York.
Leo Rostal va morir el 6 de desembre de 1983 a l'edat de vuitanta-dos anys per complicacions de càncer. La seva làpida està adornada amb un gravat dels primers compassos del Concert per a violoncel i orquestra en si menor (op. 104) d'Antonín Dvořák, obra que va ser molt important per a ell al llarg de la seva vida.